# Club Deportivo Coras de Nayarit
Il Club Deportivo Coras de Nayarit, precedentemente noto come Coras de Tepic è una società calcistica messicana di Tepic. Milita nella Liga Premier, la terza divisione del calcio messicano.

## Storia

### Primi decenni e promozione in Primera A
Fondato il 19 luglio 1959 con il nome Deportivo Nayarit AC, il club militò ininterrottamente nella terza divisione messicana fino alla prima metà degli anni '90 divenendo noto come Coras de Tepic. In vista della stagione 1994-1995 fu invitato a prendere parte alla neonata Primera A, corrispondente al secondo livello del calcio messicano. La prima stagione riuscì a salvarsi classificandosi tredicesimo, mentre la stagione successiva retrocesse dopo essere terminato ultimo con soli 14 punti conquistati in 30 partite.

### Cessione del club e fallimento
Nella stagione 1996-1997 fallì nel tentativo di riconquistare la seconda serie e qualche tempo dopo il club fu ceduto al Grupo Alica sotto la presidenza di Enrique Echevarría Domínguez. Nel torneo di apertura 2002 si laureò campione contemporaneamente della terza e della quarta serie, con il secondo titolo che fu conseguito dalla squadra di riserva.
Nel 2006 l'allora presidente e proprietario riuscì a portare il Tapatio a giocare nella capitale nayarita cambiando il nome del club in Chivas Coras e diventando una filiale del Guadalajara. Il Coras rimase in vita nella quarta divisione fino al 2009, quando gli fu negata l'iscrizione alla stagione seguente e scomparve per due anni.

### Rinascita e ritorno in Liga de Ascenso
Il 25 giugno 2011 fu annunciato che il Coras avrebbe partecipato alla Liga Premier a partire dalla stagione 2011-2012. Nelle tornei successivi riuscì a mantenere la categoria, qualificandosi ai playoff promozione nell'Apertura 2013 e nella Clausura 2014, venendo sconfitto in entrambi i casi ai quarti di finale.
Il 30 maggio 2014 nel corso dell'assemblea della Liga de Ascenso, il presidente di Nayarit Roberto Sandoval annunciò l'annessione del Coras alla seconda divisione messicana. Il club stipulò un accordo di partnership con il Guadalajara e mantenendo il proprio nome e giocando le proprie partite casalinghe all'Arena Cora.
La stagione di Apertura 2014 fu sorprendente, con il Coras che ci classificò primo nel tabellone principale con 27 punti e 2 sole sconfitte; nei playoff promozione sconfisse l'Est. Altamira in semifinale, mancando la promozione per un soffio a causa della sconfitta ai calci di rigore nella finale contro il Necaxa.

### Secondo fallimento e rinascita
Nelle stagioni seguenti il rendimento del club calò e non riuscì più a qualificarsi per la Liguilla. Il 31 maggio 2017 fu annunciata la seconda scomparsa del club dopo la decisione del Chivas di trasferire il club nella città di Zacatepec de Hidalgo e cambiarne il nome in Club Atlético Zacatepec, garantendo quindi la prosecuzione dello storico club bianco-verde.
Al termine del cambio di sede i Cuervos de Esnada si trasferirono a Tepic garantendo la prosecuzione dei Coras, che si iscrissero alla neonata Serie A de México sotto la denominazione Deportivo Tepic JAP. Nonostante la qualificazione per i playoff il club non riuscì a centrare la promozione ed in seguito ad alcuni problemi amministrativi scomparì nuovamente nel maggio 2018.
Prima dell'inizio della stagione 2018-2019 fu annunciata la rinascita del Coras de Nayarit che prese la licenza dell'Alcatlán, club neopromosso in terza serie che dovette rinunciare a causa dell'assenza delle infrastrutture necessarie.

## Cronistoria del nome
- Deportivo Nayarit AC: (1959-2017) Nome del club dalla fondazione al primo fallimento, comunemente noto come Coras de Tepic.
- Deportivo Tepic JAP: (2017-2018) Nome del club dopo l'acquisizione dei Cuervos de Esnada.
- Coras de Nayarit: (2018-) Nome del club dopo l'acquisizione dell'Alcatlán.

## Palmarès

### Competizioni nazionali
- Liga Premier: 1

2002 (Apertura)
- Tercera División: 1

2002 (Apertura)

### Altri piazzamenti
- Ascenso MX: 1

Secondo posto: 2014 (Apertura)
- Liga Premier: 2

Secondo posto: 1981-1982, 2012 (Apertura)
- Tercera División: 1

Secondo posto: 2003 (Clausura)
- Coppa della terza divisione messicana: 1

Secondo posto: 1961-1962